# Phlebiastes ubsicus
Phlebiastes ubsicus är en insektsart som beskrevs av Alexander Fyodorovich Emeljanov 1972. Phlebiastes ubsicus ingår i släktet Phlebiastes och familjen dvärgstritar. Inga underarter finns listade i Catalogue of Life.